# Adobe Soundbooth
Adobe Soundbooth — аудиоредактор, разработанный компанией Adobe Systems. Существуют версии для операционных систем Mac OS X, Windows XP, Windows Vista и Windows 7. Разработка и продажи прекращены 24 апреля 2011.
Adobe заявила, что версия программы для Mac OS X будет доступна только для компьютеров, использующих процессоры Intel.
Начиная с версии CS4, программа официально поддерживает 64-битный режим.
В качестве замены рекомендуется Adobe Audition.